# Wartburgs voetbalkampioenschap 1923/24
In 1923/24 werd het vierde Wartburgs voetbalkampioenschap gespeeld, dat georganiseerd werd door de Midden-Duitse voetbalbond. Het was het eerste kampioenschap na 1918, de voorbije jaren fungeerde de competitie als tweede klasse onder de Kreisliga Thüringen. Na 1923 werd de Kreisliga ontbonden en werd de competitie, die ook al van 1915 tot 1918 als eerste klasse fungeerde, in ere hersteld, nu als Gauliga Wartburg. Vier clubs speelden het voorgaande jaar reeds in de Kreisliga, aangevuld met de kampioen van de Kreisklasse Wartburg.  
SV 01 Gotha werd kampioen en plaatste zich zo voor de Midden-Duitse eindronde. De club versloeg Erfurter SC 1895  met 1:2 en verloor dan met 3:1 van SC 06 Oberlind. 

## Gauliga
| Plaats | Club                        | Wed. | W | G | V | Saldo | Ptn. |
| ------ | --------------------------- | ---- | - | - | - | ----- | ---- |
| 1.     | SV 1901 Gotha               | 8    | 7 | 1 | 0 | 24:4  | 15:1 |
| 2.     | VfB 1909 Mühlhausen         | 8    | 2 | 3 | 3 | 11:19 | 7:9  |
| 3.     | FC Preußen 1909 Langensalza | 8    | 2 | 2 | 4 | 10:13 | 6:10 |
| 4.     | FC Wacker 1907 Gotha        | 8    | 2 | 2 | 4 | 10:13 | 6:10 |
| 5.     | SV 1899 Mühlhausen          | 8    | 2 | 2 | 4 | 11:17 | 6:10 |

|  | Kampioen, geplaatst voor Midden-Duitse eindronde |